# Blee
Koordinaten: 51° 4′ 12,8″ N, 6° 53′ 26,9″ O
Blee ist eine alte Ortslage in Monheim am Rhein. Blee wird im Norden vom Heilerberg, im Osten von der Alfred-Nobel-Straße im Westen von der Rheinuferstraße und im Süden von der Stadtgrenze zu Leverkusen-Hitdorf begrenzt.

## Geschichte
Im 10. Jahrhundert wurde ein Oberhof in Blee erwähnt, der der Abtei Werden gehörte und als Oberhof anderer Höfe in Monheim, Richrath und Rheindorf fungierte. Die Abtei Altenberg kaufte im 12. und 13. Jahrhundert Land in Blee, der von Ritter Sibodo von Blee (Sibodonius de Bleche) und seiner Frau Petronilla unterstützt wurde. 1246 wurde eine Tochterkirche der Monheimer St. Gereon Kirche in Blee bekannt. Seit 1399 verkehrte eine Fähre über den Rhein. In der ersten Hälfte des 16. Jahrhunderts wurde Blee und die eigene Kapelle bei einer Rheinflut fast völlig zerstört. Im Jahr 1744 betrug der Besitz der Abtei Altenberg in Blee 232,75 Morgen Acker. Im Jahr 1830 war Blee ein Dorf mit 96 Einwohnern.

## Wirtschaft

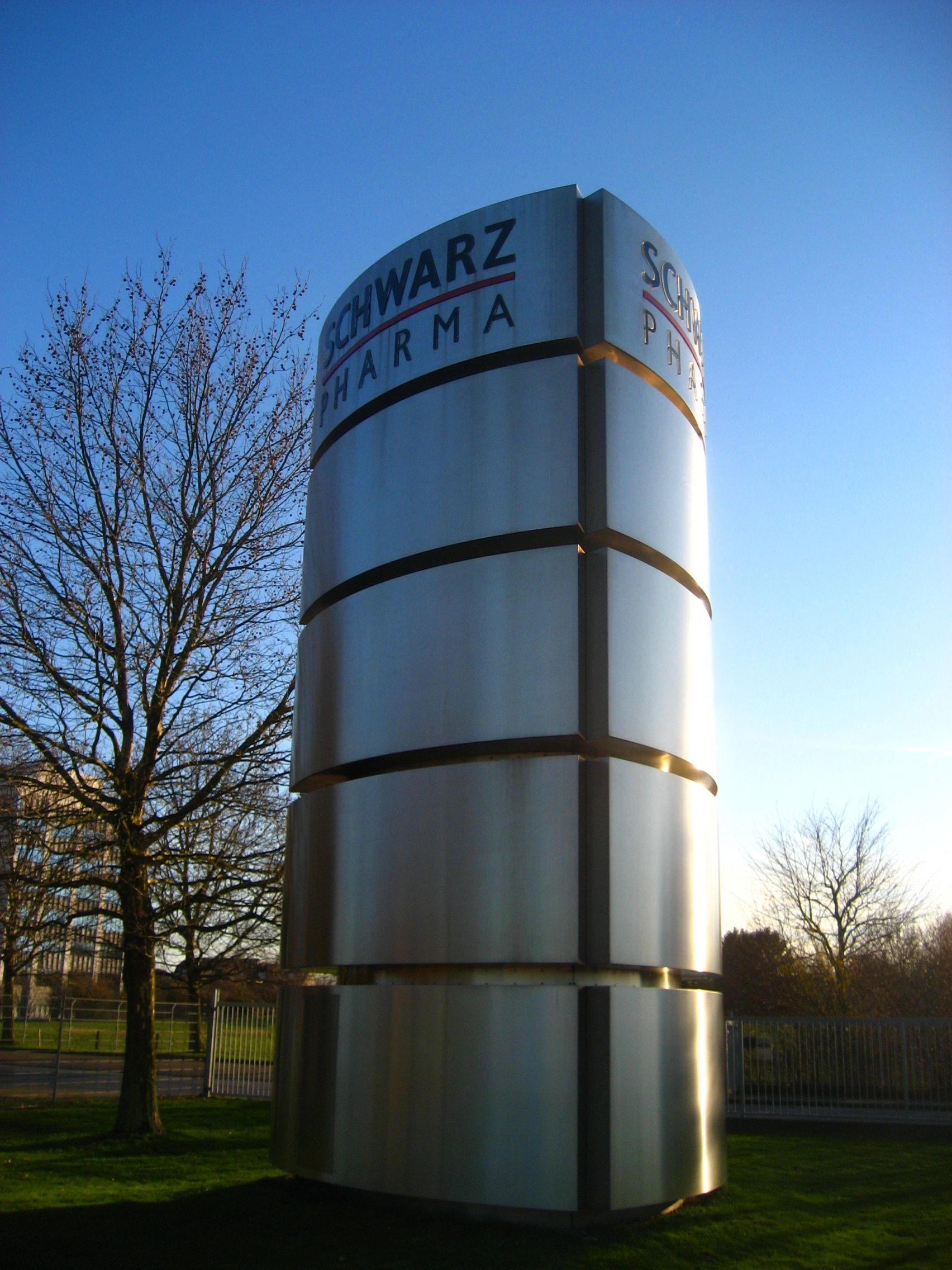
Schwarz Pharma

Die Hefefabrik Uniferm (gegründet 1908 als Rheinische Presshefe- und Spritwerke AG) ist hier ansässig. Außerdem haben hier die Unternehmen Bayer CropScience AG, Bayer Animal Health GmbH, Bayer Intellectual Property GmbH, von 1979 bis 2007 Schwarz Pharma (heute UCB) und die Seyfert Wellpappe GmbH ihren Standort. In Blee ist zudem der Creative Campus Monheim ansässig.  Blee ist über einen Bahnhof an die Gleise der Bahnen der Stadt Monheim angeschlossen, der bis 1981 von der Vereinigte Verpackungsgesellschaft mbH (VVG, zuvor Rheinische Pappenfabrik AG), jetzt allerdings nicht mehr genutzt wird.